# Kuanja Chasma
Il Kuanja Chasma è una struttura geologica della superficie di Venere.